# Henlopen Acres
Henlopen Acres város az USA Delaware államában, Sussex megyében. Lakosainak száma 139 fő (2020. április 1.).

## Népesség
A település népességének változása:

| 2010 | 122 |
| 2020 | 139 |